# Wolfgang (wrestler)
Barry Young, meglio noto come Wolfgang (Glasgow, 3 dicembre 1986), è un wrestler britannico.
In carriera ha detenuto una volta l'NXT UK Tag Team Championship e l'NXT Tag Team Championship con Mark Coffey. È noto anche per i suoi trascorsi nella Insane Championship Wrestling.

## Carriera

### WWE (2016–2025)

#### NXT UK(2016–2022)
Il 15 dicembre 2016 venne annunciato che Wolfgang avrebbe partecipato ad un torneo a sedici uomini indetto dalla WWE per l'assegnazione del WWE United Kingdom Championship. Il 14 gennaio 2017 sconfisse Tyson T-Bone negli ottavi e Trent Seven nei quarti. In semifinale, tuttavia, Wolfgang venne sconfitto ed eliminato da Tyler Bate, il quale vinse poi il torneo sconfiggendo Pete Dunne in finale. Il 1º marzo vennero mandate in onda delle vignette sul debutto di Wolfgang ad NXT, territorio di sviluppo della WWE. Il 19 maggio, durante l'evento WWE UK Special, Wolfgang sconfisse Joseph Corners. Il 30 luglio, durante l'evento "Shug's Hoose Party 4" della Insane Championship Wrestling, Wolfgang prese parte ad un Fatal 4-Way match che includeva anche Pete Dunne, BT Gunn e Trent Seven valevole per il WWE United Kingdom Championship detenuto da Dunne ma il match venne vinto da quest'ultimo, che mantenne così il titolo. Il debutto di Wolfgang ad NXT avvenne il 23 agosto dove, insieme a Pete Dunne, sconfissero i Moustache Mountain (Trent Seven e Tyler Bate). Nella puntata di NXT del 13 settembre Wolfgang affrontò poi Pete Dunne per il WWE United Kingdom Championship ma venne sconfitto. Il 19 giugno, durante l'evento NXT U.K. Championship, Wolfgang affrontò Adam Cole per l'NXT North American Championship ma ne uscì sconfitto. Nella puntata di NXT UK del 4 ottobre (andata in onda il 17 ottobre) Wolfgang e Mark Coffey sconfissero Flash Morgan Webster e Mark Andrews conquistando così l'NXT UK Tag Team Championship per la prima volta. Nella puntata di NXT UK del 17 dicembre Coffey e Wolfgang mantennero le cinture di coppia contro l'Hunt (Primate e Wild Boar). Nella puntata di NXT UK del 25 febbraio Coffey e Wolfgang persero i titoli contro i Pretty Deadly dopo 510 giorni di regno. Nella puntata di NXT UK andata in onda il 28 luglio affrontò Il'ja Dragunov per l'NXT United Kingdom Championship venendo tuttavia sconfitto.

#### NXT(2022–2025)
Nella puntata speciale NXT Heatwave del 16 agosto il Gallus debuttò nello show attaccando a sorpresa la Diamond Mine. Nella successiva puntata di NXT 2.0 del 23 agosto Wolfgang e Mark Coffey affrontarono Brooks Jensen e Josh Briggs per l'NXT UK Tag Team Championship ma vinsero solo per count-out, senza dunque il cambio di titolo, a causa dell'intervento dei Pretty Deadly e della Diamond Mine. Il 4 settembre, a NXT Worlds Collide, Mark Coffey e Wolfgang presero parte ad un Fatal 4-Way Tag Team Elimination match valido per l'unificazione dell'NXT Tag Team Championship e l'NXT UK Tag Team Championship che comprendeva anche i Creed Brothers (NXT Tag Team Champions), Brooks Jensen e Josh Briggs (NXT UK Tag Team Champions) e i Pretty Deadly ma vennero eliminati dai Creed Brothers. Il 4 febbraio, a NXT Vengeance Day, Wolfgang e Mark Coffey vinsero l'NXT Tag Team Championship in un Fatal 4-Way Tag Team match che comprendeva anche i campioni del New Day (Kofi Kingston e Xavier Woods), Andre Chase e Duke Hudson e i Pretty Deadly. Nella puntata di NXT del 14 marzo Wolfgang e Mark Coffey mantennero le cinture contro i Pretty Deadly.  Il 30 luglio, a NXT The Great American Bash, Coffey e Wolfgang persero le cinture contro Tony D'Angelo e Channing "Stacks" Lorenzo dopo 176 giorni di regno. Nella puntata di NXT del 9 gennaio Coffey e Wolfgang parteciparono primo turno al Dusty Rhodes Tag Team Classic ma vennero sconfitti ed eliminati da Baron Corbin e Bron Breakker.
Il 2 maggio 2025 è stato licenziato insieme a numerosi altri colleghi.

## Personaggio

### Mosse finali
- Damage Point (Cutter)
- The Howling (High-angle senton bomb)
- Knockout punch con brass knucles
- Slam Dunk (Fireman's carry double knee gutbuster)

### Soprannomi
- "The Last King of Scotland"
- "The Regulator"

## Titoli e riconoscimenti
- British Championship Wrestling
  - BCW Heavyweight Championship (1)
  - BCW Openweight Championship (2)
  - BCW Tag Team Championship (5) – con Darkside (3), James Scott (1) e Red Lightning (1)
- Insane Championship Wrestling
  - ICW World Heavyweight Championship (1)
  - ICW Zero-G Championship (1)
  - ICW "Match of the Year" Bammy Award (2015) per Legion (Mikey Whiplash, Tommy End e Michael Dante) vs. New Age Kliq (BT Gunn, Chris Renfrew e Wolfgang) a Fear & Loathing VIII
  - Square Go! (2016)
- Premier British Wrestling
  - PBW Heavyweight Championship (2)
  - PBW Tag Team Championship (1) – con Lionheart
  - PBW Heavyweight Championship Tournament (2006)
- Pro Wrestling Illustrated
  - 203º tra i 500 migliori wrestler singoli secondo PWI 500 (2019)
- Rock N Wrestling
  - Highland Rumble (2016)
- Showcase Pro Wrestling
  - SPW British Heavyweight Championship (1)
- Scottish Wrestling Alliance
  - NWA Scottish Heavyweight Championship (1)
  - SWA Laird of the Ring Championship (1)
  - SWA Tag Team Championship (2) – con Darkside (1) e Falcon (1)
  - Laird of the Ring Tournament (2007)
- World Wide Wrestling League
  - W3L Heavyweight Champion (1)
  - W3L Tag Team Championship (1) – con Darkside
  - Seven Deadly Sins Tournament (2010)
- WWE
  - NXT UK Tag Team Championship (1) – con Mark Coffey
  - NXT Tag Team Championship (1) – con Mark Coffey
- Wrestle Zone Wrestling
  - wZw Interpromotional Championship (1)